# كريستيان شولتس
كريستيان شولتس (بالألمانية: Christian Schulz)‏ (مواليد 1 أبريل 1983 في باسوم - ألمانيا الغربية) لاعب كرة قدم ألماني يلعب حاليا لصالح نادي الدرجة الأولى هانوفر الألماني منذ 2007 في مركز الظهير الأيسر . .

## روابط خارجية
- كريستيان شولتس على موقع قاعدة بيانات كرة القدم.إي يو (الإنجليزية)
- كريستيان شولتس على موقع بيانات كرة القدم. دي إي (الألمانية)
- كريستيان شولتس على موقع ناشيونال فوتبول تيمز (الإنجليزية)
- كريستيان شولتس على موقع Soccerway.com (الإنجليزية)
- كريستيان شولتس على موقع عالم كرة القدم.نت (الإنجليزية)
- كريستيان شولتس على موقع كووورة
- كريستيان شولتس على موقع AS.com (الإسبانية)